# Milena Penkowa
Milena Penkowa (født 15. april 1973 i Odense som Milena Pedersen  )
er som hjerneforsker blevet centrum i årtiers største danske forskningsskandale.
Milena Penkowa fik en lynkarriere, der hurtigt kulminerede som professor ved Københavns Universitet i 2009-2010. Hendes forskning var koncentreret om forsøg med proteinet metallothionein, og hun har skrevet 102 videnskabelige artikler i sit forskningsområde og taget to patenter.
I 2005 donerede IMK Almene Fond 5.650.000 kroner til Penkowas forskning; dengang den største enkeltbevilling fra en privat fond til en enkelt forsker på fakultetet.
I 2010 blev hun indklaget for Udvalgene vedrørende Videnskabelig Uredelighed (UVVU) og Københavns Universitet måtte betale 2 millioner tilbage til IMK Almene Fond.
I 2012 bekræftede et internationalt ekspertpanel mistanken mod Milena Penkowa for "bevidst uredelighed" i adskillige af de 26 artikler, der er blevet undersøgt. Undersøgelsen retter samtidig en hård kritik mod Københavns Universitet, der kunne have forhindret sagen adskillige år tidligere.
I 2008 blev Penkowa meldt til politiet af Dansk Selskab for Neurovidenskab for underslæb og dokumentfalsk. Hun blev dømt skyldig og fik i Københavns Byret den 17. december 2010 en dom på tre måneders betinget fængsel. Milena Penkowa appellerede dommen, men valgte den 7. marts 2011 at acceptere dommen, hvorved navneforbuddet ophævedes. I en anden tilsvarende sag blev hun først idømt betinget fængsel for groft dokumentfalsk.
Afgørelsen fra Københavns Byret blev anket til Landsretten, og den 8. september 2016 faldt der dom i sagen. Her frifandt Østre Landsret Milena Penkowa for groft dokumentfalsk. Tre dommere mente, at hun var skyldig i groft dokumentfalsk, mens tre dommere var uenige heri. Stemmeligheden faldt ud til Milena Penkowas fordel. Selvom Østre Landsret frifandt hjerneforskeren for anklagen om groft dokumentfalsk, var samtlige dommere dog enige om, at hun er skyldig i at have begået dokumentfalsk, og at hun således fortsat må betragtes som uredelig. Der kunne imidlertid ikke fældes dom for dette på grund af reglerne om forældelse.

## Karriere
Penkowa har dansk-bulgarske rødder.
I 1989 deltog hun i europamesterskaberne for ponyer i ridebanespringning i Millstreet, Irland.
Hun blev student fra Kalundborg Gymnasium 1991 med et snit på 10,5 og cand.med. fra Københavns Universitet 1998. Hun gjorde dernæst lynkarriere ved Københavns Universitet, først som adjunkt i 2000 og lektor i 2002.
Allerede i 1993 var hun omtalt i en årbog fra Københavns Universitet i forbindelse med forskning.
Igen i 1994 i forbindelse med metalbindende proteiner.
Den 26. oktober 2001 indsendte hun sammen med sin spanske samarbejdspartner Juan Hidalgo Pareja og to andre patentansøgningen Metallothioneine-containing Liposomes, der blev publiceret (dvs. offentlig tilgængelig ubehandlet ansøgning) den 9. maj 2003.
Milena Penkowa er blevet hædret med Lundbeckfondens talentpris, Quentinfondens hæderslegat og ESN/ISN 2005 Young Scientist Lectureship Award, som er en international pris, der gives til yngre hjerneforskere
| Projektansvarlig | VI | Bevillingsgiver                                   | Bevillingstilsagn | Startdato  | Slutdato   |
| ---------------- | -- | ------------------------------------------------- | ----------------- | ---------- | ---------- |
| Milena Penkowa   | 50 | Diverse private fonde                             | 185.000           | 16-09-1997 | 31-12-2007 |
| Milena Penkowa   | 50 | Det Frie Forskningsråd Sundhed og Sygdom, FSS     | 2.100.000         | 01-11-2000 | 01-04-2009 |
| Milena Penkowa   | 50 | IMK Almene Fond                                   | 5.650.000         | 05-06-2005 | 31-12-2010 |
| Milena Penkowa   | 50 | ENKAM Pharmaceuticals A/S                         | 475.000           | 15-04-2007 | 31-12-2010 |
| Milena Penkowa   | 50 | Kathrine og Vigo Skovgaards Fond                  | 75.000            | 01-05-2007 | 31-12-2008 |
| Milena Penkowa   | 50 | Frænkels Mindefond                                | 75.000            | 01-09-2007 | 01-04-2009 |
| Milena Penkowa   | 50 | Fonden til Lægevidenskabens Fremme                | 50.000            | 01-01-2008 | 31-12-2010 |
| Milena Penkowa   | 50 | Ministeriet for Videnskab, Teknologi og Udvikling | 900.000           | 01-03-2009 | 28-05-2012 |
| Milena Penkowa   | 50 | Kathrine og Vigo Skovgaards Fond                  | 80.000            | 01-07-2009 | 31-12-2010 |
| Milena Penkowa   | 50 | Erik Herslev og Hustru Birgit Herslevs Fond       | 100.000           | 01-10-2009 | 31-12-2010 |
| Milena Penkowa   | 50 | Harboefonden                                      | 50.000            | 01-04-2010 | 31-12-2010 |
| Milena Penkowa   | 50 | Lægeforeningens Forskningsfond                    | 25.000            | 01-05-2010 | 31-12-2010 |

### Doktordisputats
Penkowa indleverede en afhandling til bedømmelse som doktordisputats. Den 30. april 2003 blev den imidlertid underkendt af et enigt bedømmelsesudvalg bestående af professorerne Per Soelberg Sørensen, Bente Finsen og Henning Laursen. Bedømmelsesudvalget undrede sig over flere af hendes rapporterede videnskabelige resultater, blandt andet en tabel fra en artikel udgivet i tidsskriftet Glia i 2000. Penkowa angav, at 784 rotter havde været brugt i forsøget. Det fandt bedømmelsesudvalget temmelig usandsynligt og bad om at få dyreforsøgsprotokoller tilsendt. Penkowa indleverede derefter flere forskellige lister, der dog ikke tilfredsstillede udvalget. En såkaldt dyrebog var ikke som normalt underskrevet af dyreforsøgsudvalgets formand. Den 28. maj 2003 indleverede Penkowa en lang svarskrivelse.
Bedømmelsesudvalget antydede i dets vurdering, at der var tale om videnskabelig uredelighed, men ville ikke sende sagen til UVVU. Ralf Hemmingsen, der var dekan ved fakultetet, besluttede at uvildige eksperter skulle gennemgå de faglige og videnskabelige kritikpunkter for at vurdere, om disputatsen skulle sendes til UVVU. Albert Gjedde og Gorm Danscher blev foreslået, men afvist af Penkowas advokat, der anså dem for inhabile.
Ralf Hemmingsen accepterede herefter, at den uvildige ekspertise skulle findes i udlandet og Anders Björklund fra Sverige og Per Andersen fra Norge blev udpeget.
Bedømmelsesudvalget tilsluttede sig denne undersøgelse og godkendte de spørgsmål det internationale panel skulle undersøge.
De to eksperter mente på det foreliggende grundlag ikke, at Penkowas resultater og metoder var kritisable og rejste kritik af bedømmelsesudvalget, da de satte spørgsmålstegn ved om det havde haft "tilstrækkelig evne og vilje til at trænge ind i materialet og de anvendte metoder". De to eksperter kunne rekvirere alt det materiale de ville, men skulle se bort fra de omstridte rotteforsøg. Rektors jurister vurderede, at det praktiske spørgsmål om f.eks. antallet af rotter burde undersøges af dekanatet.
Hemmingsen undersøgte sammen med sine to prodekaner, Birgitte Nauntofte og Ulla Wewer, dokumenterne vedrørende rotteforsøgene. De fandt, at rekvisitioner og afregninger i forbindelse med de såkaldte "gruppe 1"-dyreforsøg, der var foretaget i København, var i orden. De såkaldte "gruppe 2"-forsøg skulle være foretaget i Spanien. Penkowas samarbejdspartner i Spanien, Juan Hidalgo fra universitetet i Barcelona, afviste at forsøgene var gennemført af ham, og Penkowa angav herefter, at forsøgene var foretaget i et privat firmas laboratorium, og kunne også vise dokumenter, der bar firmaets navn og logo og tillige oplyse navn og telefonnummer på ansatte i firmaet.
Efter undersøgelserne konstaterede Hemmingsen og hans to prodekaner, at Penkowas forklaringer var i orden og undskyldte i et brev til Penkowa i marts 2004. Penkowa redigerede sin afhandling, udelod det omstridte forsøg med de mange rotter og indleverede den nye afhandling i 2005. Tre nye eksperter vurderede afhandlingen, og forsvaret af den fandt sted i 2006, hvor Penkowa efter en positiv bedømmelse opnåede titlen dr.med.
Den 12. september 2017 besluttede Det Sundhedsvidenskabelige Fakultets akademiske råd at fratage Penkowa titlen dr.med. Rådet anførte, at hvis fakultetet havde været bekendt med Penkowas forfalskning af dokumenter, "ville det have afvist at behandle den anden doktordisputats, som Milena Penkowa fik doktorgraden for."

### Sag i 2007
I 2007 opsøgte tre studerende professor Elisabeth Bock, fordi de ikke kunne reproducere Penkowas laboratorieforsøg. Bock mente, at sagen burde undersøges nærmere, og Ralf Hemmingsen, der da var blevet rektor, sendte sagen videre til Københavns Universitets Praksisudvalg, som mente, at der utvivlsomt var sket "brud på god videnskabelig praksis", og udtalte kritik af Penkowas vejledning af sine studerende. Ifølge oplysninger, som Bock gav til Politiken i 2011, gik Praksisudvalget ikke ned i Penkowas originale prøver eller hendes forsøgsprotokol. Heller ikke hendes studerende eller medhjælpere blev interviewet af Praksisudvalget.
Forskningresultaterne vedrørende sagen blev ikke offentliggjort, og sagen blev ikke indbragt for UVVU.
I et læserbrev i Weekendavisen skrev Elisabeth Bock, at grunden til, at Københavns Universitet ikke kunne finde belæg for uredelighed, var en mangelfuld undersøgelse. Formanden for Praksisudvalget, dr. jur. Carsten Henrichsen, kritiserede derefter Elisabeth Bock i et andet læserbrev.

### Patenter
Med Elisabeth Bock indgav Penkowa en patentansøgning med titlen Metallothionein-derived peptide fragments til den amerikanske patentmyndighed den 12. februar 2007. Dette andet patent blev publiceret (dvs. offentlig tilgængelig ubehandlet ansøgning) den 1. juli 2010.
Også i 2007 registrerede Penkowa sammen med tre andre personer en brugsmodel hos Patent- og Varemærkestyrelsen i Danmark.
Registreringen omfattede toiletpapir med aktive målesensor til glycosedetektion, der tænktes at ville kunne afsløre sukkersyge.

### EliteForsk-pris
Penkowa blev herefter ansat som professor ved Københavns Universitet i 2009. Samme år modtog hun videnskabsministerens EliteForsk-pris på 1,1 mio. kr.
Penkowa havde øjensynligt selv forfattet indstillingen. Indstillingen var sendt videre af den daværende institutleder Erling Mellerup og den 2. september 2008 besluttede dekan Ulla Wewer formelt at indstille Penkowa til prisen og orientere rektor Hemmingsen.
Før Københavns Universitet endeligt indstillede Penkowa gennemgik hun en prioritering på de såkaldte "våde" fakulteter (Det Naturvidenskabelige, Det Farmaceutiske, Det Biovidenskabelige og Det Sundhedsvidenskabelige).
Den 17. september 2008 shortlistede den naturvidenskabelig dekan Nils O. Andersen hende med fem andre til videre behandling, gav hende endvidere førsteprioritet og skrev at "prioriteringen er baseret på en samlet vurdering af de pågældendes videnskabelige produktivitet, miljøskift/udlandserfaring, selvstændighed, citationer/H-faktor, inviterede foredrag og priser mv., samt outreach aktivitet."
Den 19. september indstillede rektor Ralf Hemmingsen Penkowa og syv andre navne fra det samlede Københavns Universitet til EliteForsk-priserne til Det Frie Forskningsråds bestyrelse.
På Københavns Universitets samlede liste er Penkowa prioriteret som nummer to.

Efter at Penkowa-sagen kom frem udtalte flere medlemmer af Forskningsrådet for sundhed og sygdom at de undrede sig over ikke at have været hørt i sagen.
I begrundelsen for prisen hed det blandt andet: "Milena Penkowa opbygger til stadighed en betydelig ekspertise og har præsteret fremragende videnskabelige resultater i international særklasse."
Da den daværende videnskabsminister Helge Sander kendte Penkowa personligt, blev der i 2011 stillet spørgsmål om hans rolle i sagen. Oppositionen bestående af SF, Socialdemokratiet og Enhedslisten, ønskede en undersøgelse.
Dansk Folkepartis forskningsordfører Jesper Langballe ønskede dog ikke en undersøgelse.
Beskyldningen fik Helge Sander til at udsende en pressemeddelelse hvori han fremhævede at Penkowa var indstillet af Københavns Universitet og Det Frie Forskningsråd og at en minister ikke har mulighed for at ændre den.
Den 19. maj 2011 meddelte videnskabsminister Charlotte Sahl Madsen, at "ministeriet tilbagekalder den honorære tildeling af prisen"; samtidig slettede man Penkowa fra ministeriets hjemmeside.

### Spørgsmål til forskningsråd
Penkowa har gentagne gange fået afslag på støtte fra Forskningsrådet for Sundhed og Sygdom (FSS).
I 2009 sendte Helge Sander 30 spørgsmål til Det Frie Forskningsråd for Sundhed og Sygdom. Spørgsmålene indeholdt anklager om kammerateri og nepotisme i rådet.
Rådet nægtede at besvare spørgsmålene og i stedet besvarede Forsknings- og Innovationsstyrelsen de 30 spørgsmål.
Den 27. marts 2009 modtog Videnskabsministeriet et udkast til besvarelse af spørgsmålene.
Efterfølgende modtog Videnskabsministeren et 14 siders langt notat i april 2009, der igen kritiserede rådet for nepotisme.
Spørgsmålene og notatet medførte undersøgelser af FSS, først en mindre af tidligere departementschef i Undervisningsministeriet Inge Thygesen, senere af bestyrelsen for alle frie forskningsråd.
Desuden medførte de en ændring af loven om forskningsstøtte, der betyder at flere ansøgninger skal sendes til udenlandske bedømmelser, der er mere langvarige og bekostelige.
Til Weekendavisen udtalte en tidligere formand for Forskningsrådet for Samfund og Erhverv, Erik Albæk:
| „ | Hvis det virkelig er rigtigt, at oplevelsen af at blive forbigået i forskningsrådssystemet hos en af ministerens private venner, som nu viser sig at være en svindler og bedrager, har været en afgørende faktor for ændringen af hele rådssystemet, ja så er det sgu problematisk. | “ |
|   | — Erik Albæk |   |

I et interview til TV 2 Nyhederne i 2011 afviste Penkowa anklagen om at det var hende der havde forfattet spørgsmålene med ordene:
| „ | Jeg har ikke nogen hukommelse om den pågældende mail, du refererer til, men hvis den findes, så ligger den på en server et sted. Så find den frem, altså. | “ |
|   | — Milena Penkowa |   |

## Udvikling siden 2010:Penkowa-sagen

### Suspendering
I marts 2010 blev Penkowa suspenderet fra sit professorat på grund af et anklageskrift som universitetet modtog fra Rigsadvokaten. Den sag, som ligger til grund for suspensionen, har været kendt af Københavns Universitet siden 2008; det vil sige et år før hun fik EliteForsk-prisen og før hendes udnævnelse til professor. Dog har universitetet før anklageskriftet ikke haft noget formelt grundlag for at suspendere Penkowa efter decorumreglerne. Rigsadvokaten var 14 måneder om at sende universitetet en kopi af anklageskriftet.
Milena Penkowa indsendte en klage til Justitsministeriet over sin suspension. Efter personligt press valgte hun i december 2010 at opsige sin stilling ved universitetet for ikke at belaste Københavns Universitet unødvendigt.
Helge Sander, der da var gået af som videnskabsminister, ringede i forbindelsen med suspensionen til både dekan Ulla Wewer og rektor Ralf Hemmingsen. I følge et telefonnotat ville Sander rejse sagen overfor andre ministre.
| „ | HS (Helge Sander) sagde, at han synes det var en mystisk sag, og at han ville tale med ministeren (videnskabsministeren) og justitsministeren om den. | “ |
|   | — Telefonnotat udarbejdet af Ulla Wewer |   |

Sander afviste at have "lagt massivt pres på hverken rektor eller dekan".
I sommeren 2010 henvendte Sander sig til justitsminister Lars Barfoed, for at understrege vigtigheden af et hurtigt svar fra ministeriet.

### Sag om uredelighed
I 2010 henvendte to af Penkowas studerende sig til institutleder Albert Gjedde for at ytre deres bekymring om resultater der var planlagt til offentliggørelse i tidsskriftet Journal of Clinical Oncology. Deres resultater stammede fra analyse af vævsprøver fra lymfekræftpatienter og afveg fra de resultater Penkowa var nået frem til. Gjedde bad to eksperter analysere vævsprøverne og begge konkluderede, at prøverne var af så ringe kvalitet, at det ikke lod sig gøre at analysere dem. Den 18. oktober 2010 skrev Gjedde til dekanen Ulla Wewer i et brev som Weekendavisen fik fuld indsigt i:
| „ | Samlet sandsynliggør forløbet dels en så groft uagtsom udøvelse af videnskabelig praksis, dels en så groft uagtsomt udøvelse af praksis for vejledning og ledelse af yngre forskere og omgang med kolleger, at Milena Penkowas troværdighed som forsker og forskningsleder kan være varigt belastet. | “ |
|   | — Albert Gjedde |   |

Albert Gjeddes sagsfremstilling var 300 sider lang og universitet valgte at sende sagen videre til UVVU. Der vil sandsynligvis gå år, før UVVU fælder dom i sagen.
Der er indsendt to klager til UVVU af henholdsvis rektor Ralf Hemmingsen og institutleder Albert Gjedde. Begge er indgivet den 18. november 2010.
Den 17. januar 2011 nåede sagen til Folketinget, da Per Clausen fra Enhedslisten stillede flg. forespørgsel til Videnskabsminister Charlotte Sahl Madsen:
| „ | Mener ministeren, at det er rimeligt, at rektor på Københavns Universitet hemmeligholder en rapport, der kan afsløre, om forskeren Milena Penkowa har fusket med de rotteforsøg, som fungerede som dokumentation i hendes doktorafhandling? | “ |
|   | — Per Clausen |   |

Milena Penkowa tilkendegav i november 2010, at anklagerne mod hende for fusk med forskningsresultater var uberettigede og udtryk for kollegial misundelse. Universitetet bad Det Frie Forskningsråd om at skrive et kommissorium og forskningsrådet anbefalede "at samtlige hendes videnskabelige artikler efterprøves af mindst fem udenlandske forskere".

### Uvedkommende brug af midler fraIMK Almene Fond
I november 2010 kom det gennem Weekendavisen til offentlighedens kendskab at den store forskningsbevilling Penkowa havde modtaget fra IMK Almene Fond tilbage i 2005 delvis var brugt til udgifter bevillingen ikke var tiltænkt. Den megen omtale af Penkowa havde øjensynligt fået fonden til at komme i tvivl om egne bevillinger.
I november 2010 skrev medier fejlagtigt, at der var tale om "private formål såsom advokatregninger, tøj, rejser og middage".
De fleste uvedkommende udgifter var brugt til lønninger, kontorhold, computere, rejseudgifter, middage og repræsentation.
Derudover havde Penkowa anvendt 276.380,75 til advokatregninger.
Fonden havde beskrevet i detaljer, hvad bevillingen skulle bruges til, nemlig indkøb af forsøgsdyr, dyre præparater og kemiske stoffer.
Københavns Universitet betalte 2 millioner tilbage til fonden for at lukke sagen, og sendte en regning på 276.380,75 kroner videre til Penkowa, svarende til advokatudgifterne før hun fratrådte sin stilling på universitetet.
Rigsrevisionen indledte en undersøgelse af universitetets forvaltning af blandt andet bevillingen fra IMK Almene Fond.
Gennemgangen viste, at administrationen af Milena Penkowas eksterne forskningsbevillinger ikke havde været anderledes end KU’s generelle administration af eksterne forskningsbevillinger. IMK fonden var løbende blevet orienteret om, hvilke udgifter der var finansieret af tilskuddet.

### Første underskriftindsamling
Kort før jul 2010 underskrev 58 fremtrædende forskere et åbent brev til Københavns Universitets bestyrelse med krav om en uvildig undersøgelse af sagen.
Blandt de 58 underskriverne var Mogens Herman Hansen, Benny Lautrup, Frederik Stjernfelt og Per Soelberg Sørensen.
Elisabeth Bock var blandt initiativtagerne til underskriftindsamlingen. I Weekendavisen krævede hun en underskreven erklæring fra rektor Ralf Hemmingsen om, at han ikke havde haft et forhold til Penkowa. Hemmingsen har tidligt i sagen erklæret, at han aldrig har mødt Penkowa under fire øjne. Der var fuld opbakning til rektor fra universitetets bestyrelse, som satte Kammeradvokaten til at gennemgå sagen.
Bock havde været "tovholder" på Penkowas forskningsprojekt med bevillingen fra IMK Almene Fond. Den 7. januar 2011 gav rektorsekretariatet besked om at "at det ikke på det foreliggende grundlag kan udelukkes, at Elisabeth Bocks varetagelse af hvervet [som tovholder] kan medføre ansættelsesretlige foranstaltninger", men bad Det Sundhedsvidenskabelige Fakultet om at afklare dette. Bock opfattede dette som en straf for at hun havde udtalt sig "kritisk om rektors håndtering af sagen" og fordi hun "havde været med til at samle 58 underskrifter". Rektor anførte omvendt, at det kunne give anledning til kritik, hvis ikke alle spørgsmål blev afklaret.

### Politianmeldelse og retssag
I januar 2011 undersøgte Weekendavisens Poul Pilgaard Johnsen bl.a. ved hjælp af aktindsigt givet af universitetet omstændighederne omkring Penkowas doktordisputats. Journalisten bad Københavns Universitet om kontrakten med det spanske firma, der havde stået for de såkaldte "gruppe 2" forsøg. På grund af en hemmeligholdelsesklausul får avisen kun adgang til at se en række faxer, logbøger samt oplyst navnet på firmaet RRRC Pharmaceuticals og at kontrakten var fra 1998.
Weekendavisen påviste, at dette firma øjensynligt ikke eksisterede på daværende tidspunkt og forelagde denne undersøgelse for Københavns Universitet sammen med et dokument, der viste, at Milena Penkowa i 2003 havde løjet sin mor og søster døde ved et trafikuheld. Dødsfaldene - der altså ikke var sket i virkeligheden - var hendes forklaring på, at hun først sent afleverede svaret på kritikken af hendes doktordisputats. Universitetet valgte efter at have modtaget Weekendavisens oplysninger med det samme at lade en spansk advokat undersøge sagen nærmere.
Den 3. februar 2011 udsendte Københavns Universitet så en pressemeddelelse, hvor de angav, at Penkowa var blevet anmeldt til politiet for bedrageri og dokumentfalsk, og til pressemeddelelsen udtalte Ralf Hemmingsen:
| „ | Jeg må desværre konstatere, at der nu er grundlag for en stærk mistanke om forfalskning af dokumenter i forbindelse med dele af Milena Penkowas forskning. Vi vil derfor anmelde det til politiet, så forholdet kan blive efterforsket | “ |
|   | — Ralf Hemmingsen |   |

I forlængelse af anmeldelsen beklagede han skriftligt til de tre oprindelige bedømmere, at deres oprindelige indstilling var blevet underkendt."
Videnskabsministeren kommenterede denne udvikling i sagen med et løfte om "en grundig undersøgelse af hele forløbet". Ralf Hemmingsen har, som forklaring på, at Universitetet overså de mange "faresignaler" i sagsforløbet udtalt: "I alle brancher er det ganske svært af afsløre svindel."
Da sagen om dokumentfalskneri omhandler dokumenter fra begyndelsen af 00'erne kan den juridisk set være forældet således at der ikke er grundlag for sigtelse.
I et interview i TV 2 Nyhederne den 12. februar tilbageviste Penkowa anklagerne med ordene:
| „ | Det firma har selvfølgelig eksisteret, ligesom de personer, der dengang indgik og lavede forsøg, også eksisterede. Universitetet ringede til firmaet i 2003 for at få det bekræftet. Den, Weekendavisen har ringet til i 2010, er efter al sandsynlighed ikke den samme person | “ |
|   | — Milena Penkowa |   |

Efter en ransagning, foretaget af Københavns Politi på Penkowas kontor i marts 2011 blev Penkowa sigtet for dokumentfalsk.[kilde mangler]
Sagen blev d. 12. maj 2013 droppet fordi politiets jurister ikke mente at Penkowa kunne blive dømt i en retssag. Bedrageriet med forsøg på 700 rotter i Spanien indgik i sagen, der efter henstilling fra statsadvokaten og fornyet overvejelse hos politiets jurister alligevel blev rejst, og den 30. september 2015 blev Penkowa ved Københavns Byret dømt for groft dokumentfalsk vedrørende rotteforsøgene. Under en efterfølgende ankesag fandt Østre Landsret den 8. september 2016 det dog ikke bevist, at der forelå groft dokumentfalsk. Landsretten konkluderede dog, at der forelå dokumentfalsk, men at forholdet var forældet, hvorfor Penkowa blev frifundet.
Tidligere havde Penkowa i juni 2013 tabt en privat injuriesag, som hun havde anlagt mod Poul Pilgaard Johnsen ved Retten på Frederiksberg, og som i hovedsagen drejede sig om det samme.

### Kammeradvokatens undersøgelse
På et møde den 19. januar 2011 besluttede KU's bestyrelse at anmode kammeradvokaten om "at bistå med en redegørelse" for sagsforløbet. Redegørelsen på 695 sider fremsendtes med følgebrev af 16. marts 2011 og blev offentliggjort den 22. marts 2011.
Kammeradvokatens overordnede konklusion er
| „ | At håndteringen af de enkelte elementer i det til tider ganske komplicerede og ressourcekrævende forløb fra universitets side ikke kan betegnes som usaglig forvaltningsudøvelse. | “ |
|   | — Karsten Hagel-Sørensen, kammeradvokat |   |

Sagen om Penkowas doktordisputats er ifølge redegørelsen behandlet ud fra de på det givne tidspunkt kendte sagsforhold og uden "særlig begunstigelse" af Penkowa. På denne baggrund har kammeradvokaten understreget, at sagen ikke bør have tjenestelige konsekvenser for rektor Ralf Hemmingsen. Undersøgelsen af universitetets håndtering giver dog anledning til kritik af de procedurer, der har været anvendt, især i forbindelse med studentermedhjælpens klage og proceduren forud for indstillingen til den prestigefyldte forskerpris. Videnskabsministeren har på baggrund af redegørelsen sat Københavns Universitet under skærpet tilsyn.

### Uvildig undersøgelse
I slutningen af februar 2011 krævede formand for Studenterrådet ved Københavns Universitet, Ea Busch-Petersen, en uvildig undersøgelse "der belyser alle aspekter fra forskerlaboratorier til rektor- og ministerkontorer".
Også i slutningen af februar havde 260 forskere underskrevet en erklæring om krav om en uvildig undersøgelse.
Initiativtagerne var Elisabeth Bock, Keld Danø, Jens Rehfeld, Niels Erik Skakkebæk og Niels Høiby.
Weekendavisen mente dog den 11. marts at kunne afsløre Bock som en vendekåbe, der i 2004 havde hyldet Hemmingsen for håndteringen af sagen. Det er samtidig uklart, hvilken type uvildig, der skal undersøge præcis hvad.
Oppositionen, herunder Liberal Alliance, støttede kravet om en uvildig undersøgelse af bl.a. Helge Sanders rolle, men kunne kun mønstre 89 mandater med løsgængeren Pia Christmas-Møller. Den 4. juni 2011 udtrådte Venstres Malou Aamund af Folketinget, så Liberal Alliance fik sit fjerde mandat tilbage, men samtidig skiftede Pia Christmas-Møller standpunkt. Efter nogle dages diskussioner med regeringen blev der indgået et kompromis, der ikke uvildigt undersøger rektor Ralf Hemmingsen og forskningsminister Helge Sanders roller i sagen. Efter folketingsvalget d. 15. september 2011 erklærede forskningsministeren, at den nye regering ikke ville foranstalte nye undersøgelser, men afvente resultatet af de undersøgelser den forrige regering igangsatte.
Københavns Universitet nedsatte i 2011 et uafhængigt internationalt ekspertpanel med professor Hans Lassmann fra Østrig som formand. Panelet skulle undersøge al Penkowas forskning. Dette panel har i en statusrapport til KU´s bestyrelse den 13. marts 2012 karakteriseret Penkowas arkivmateriale som "ustruktureret og uoverskueligt". Penkowa har forklaret, at rodet i arkivet skyldes, at ansatte ved KU har fjernet materiale fra arkivet efter hendes fratræden.  Panelts afsluttende rapport blev offentliggjort den 6. august 2012. I denne konkluderes, at Penkowas forskningsresultater i mindst fire tilfælde er præget af "uregelmæssigheder mellem de beskrevne metoder og resultater, og mellem resultaterne beskrevet i teksten og de respektive billeder". 
Rapporten indeholder også en kritik af arbejdsgangene på Københavns Universitet og rådgivning om, hvorledes sådanne sager kan forebygges i den akademiske verden.

### Artikel om Bismuth og kræft
I december 2016 fik Penkowa udgivet en videnskabelig artikel i tidsskriftet Supportive Care in Cancer sammen med overlæge Per Boye Hansen. Denne udgivelse har været beskrevet i medierne som et "comeback", og Penkowa har udtalt at "Ord kan ikke beskrive hvor godt det føles".
Artiklen indeholder åbenlyse fejl som er blevet påpeget af flere eksperter, og professor Peter R. Hansen skriver at "det ser højest besynderligt ud, at artiklen ikke er blevet trukket tilbage". Artiklen Bismuth adjuvant ameliorates adverse effects of high-dose chemotherapy in patients with multiple myeloma and malignant lymphoma undergoing autologous stem cell transplantation: a randomised, double-blind, prospective pilot study,
som er baseret på et forsøg med ekstremt få deltagere, konkluderer forkert at der er evidens for at Bismuth mindsker bivirkningerne ved chemoterapi.
Videnskab.dk skrev om et af de mere åbenlyse fejl:
 P-værdien burde ifølge flere forskeres beregninger nærmere have været 0,41. Sandsynligheden for, at det er en tilfældigt fund, er dermed 4.100 gange større, end Penkowa og [Per Boye] Hansen angiver i artiklen.

I september 2020 meddelte tidsskriftet at artiklen var trukket tilbage.

## Optræden og omtale i medierne
Milena Penkowa har både før og efter sin afsked med Universitetet været en flittig debattør i dagblade og ugeblade. I 1997 kritiserede hun i et læserbrev i Information sine medstuderende for ikke at gøre en tilstrækkelig indsats i studiet:
| „ | Hvis mange studerende selv gjorde en ihærdig indsats og terpede det nødvendige lærestof, så ville de for det første være absolut klar til eksamen, og for det andet ikke behøve at være nervøse, for dybest set er nervøsiteten baseret på en erkendelse af at have lavet for lidt. Den, der kan sit stof 100 procent, behøver ikke være nervøs. Medicinstuderende, som snakker for meget om eksamen i stedet for at læse til eksamen, er således et fast element, som de fleste har stødt på. Yderligere fremgår det tydeligt på studiet, hvem der har det som fisken i vandet, og hvem der er malplaceret. | “ |
|   | — Milena Penkowa og Christian Bjørn Poulsen |   |

Indlægget skabte en del debat,
hvor en læserbrevsskribent blandt andet kaldte det "modbydeligt",
og andre skrev "For os at se er Milena Penkowa og Christian Bjørn Poulsens opvakte fuldtidsmediciner derfor intet mindre end livsfarlig!"
En anden læserbrevsskribent var dog "enig med Penkowa og Poulsen i, at ‘9 til 4-holdningen’ blandt de studerende ikke er rentabel for samfundet i det lange løb".
Penkowa og Poulsen tog selv til genmæle med et indlæg hvor de skrev: "At være god til at tale med patienter og samtidig være fagligt kompetent, er ikke to uforenelige elementer, tværtimod!"
I 2008 gav Penkowa kostråd i B.T. i en artikel med titlen "Spis mindre og bliv klogere".
Penkowa har optrådt i flere beundrende medieportrætter. Et interview med Penkowa af Birgitte Aabo i Politiken 2009 havde titlen "Danmarks medicinske overhjerne".
I et interview også i 2009 i Information kaldte Mette-Line Thorup Penkowa for en "ener" og "et lysende eksempel på forandringen".
I Politiken i 2009 skrev Stine Troense: "De mange hædersbevisninger, der hænger i glas og rammer i Milena Penkowas soveværelse og udklippene på indersiden af en lang køkkenlåge, taler deres tydelige sprog: Hun kan sit kram."
I forbindelse med tildelingen af EliteForsk-prisen blev hun citeret for:
| „ | Jeg er et udpræget konkurrencemenneske, jeg elsker at blive udfordret og presset. Jeg ser muligheder og optimeringsbehov i alt omkring mig, ikke kun i forskningen [...] Jeg er meget viljestærk, ekstremt målrettet og fuld af selvtillid, selvsikkerhed og mod, hvilket er mig til gavn i min forskning og i livet generelt. | “ |
|   | — Milena Penkowa |   |

I sommeren 2010 blev Penkowa sat på en 36.-plads over de synligste naturvidenskabsfolk i Danmark i 2010.

### Efter Penkowa-sagen kommer frem
Sidst i 2010 tog medieomtale af Penkowa en brat drejning.
Det var specielt efter Weekendavisens journalist Poul Pilgaard Johnsen i en serie artikler skrev om sagen.
Den første artikel udkom den 12. november 2010 da Johnsen havde fået fat i det interne arbejdsdokument fra Københavns Universitet dateret 18. oktober, hvor institutleder Albert Gjedde fremstillede den mulige uredelighedssag.
Den 26. november 2010 kom så en artikel om uvedkommende brug af forskningsmidler fra IMK Almene Fond.
Fra Weekendavisen spredte sagen sig til andre nyhedsmedier fra formiddagsblade til fagblade som Dagens Medicin og Universitetsavisen og til TV, hvor ikke blot Penkowas rolle i sagen blev belyst men også hendes ven, tidligere videnskabsminister Helge Sander, og rektor Ralf Hemmingsen.
Fremstillingen har ofte indeholdt markante holdninger, for eksempel kaldte to journalister Sander og Hemmingsen for "Penkowas nyttige idioter".
I Johnsens artikel Rottefælden fra den 4. februar 2011 kom oplysningen der førte til politianmeldelsen.
I denne artikel kom også oplysning om at Penkowa blot to dage før udløb af fristen for at indlevere en svarskrivelse skriver i en kommentar til brevet:
| „ | Jeg ville umiddelbart aflevere mit svar så hurtigt som muligt, men jeg afleverer i dag onsdag d. 28.05.2003. Jeg har ikke kunnet gøre dette endnu tidligere pga. en meget ulykkelig hændelse i min familie. Onsdag d. 14. maj forulykkede min mor og min søster i Belgien i bil, hvorefter jeg har brugt meget tid på hospitalet og især begravelsen. | “ |
|   | — Milena Penkowa i kommentar til dekanatets brev. |   |

Johnsen kunne da også oplyse at Penkowas mor og søster stadig levede. Aviser tog dette element op i en humoristisk tone:
Til højtideligheden den 3. marts 2006, hvor Penkowa fik doktorgraden, kom også Penkowas familie og daværende dekan Ralf Hemmingsen var da også til stede. Efter Johnsens artikel kom frem gav Politiken en artikel titlen "Rektor var til doktorfest med to døde" og valgte at citere Elisabeth Bock for "Jeg hilste på dem begge, men jeg var ikke klar over, at de var døde".
En kommentator påpegede den ensidige mediedækning og mente at Milena Penkowa var blevet dømt på forhånd af medierne. Milena Penkowas advokat har offentligt kritiseret, at bestyrelsesformanden for Københavns Universitet, Nils Strandberg Pedersen, har betegnet hende som en "bedrager", idet skyldsspørgsmålet er et anliggende for domstolene.

### Forskningspolitisk diskussion
Både nyhedsmedier og forskere har forsøgt at perspektivere sagens forskningspolitiske rækkevidde.
Forskeren Carsten Fogh Nielsen anså sagen som unik i både danske og internationale sammenhænge, da den ikke blot handlede om en enkelt forskers videnskabelige uredelighed og bedrageri, men også stillede spørgsmål ved de politiske og universitære systemers rolle i sagen.
Filosofiprofessoren Vincent F. Hendricks, der selv har modtaget den store eliteforskerpris i 2008, opfattede sagen som et udslag af de finansielle forhold, som fulgte med universitetsloven fra 2003.
| „ | På grund af den ressourcekamp, som i dag foregår på universiteterne, kæmper alle forskere og forskningsområder med hinanden om at tiltrække forskningsmidler, medieomtale og studerende. En effektiv strategi kan være at presse argumenterne og resultaterne helt til grænsen, og nogle gange over ud over kanten. | “ |

I denne forbindelse betegnes det som en fejl af ledelsen ved Københavns Universitet, at sagen behandles som en personalesag; i stedet burde den – efter forfatternes opfattelse – behandles som en fælles forskningsanliggende.
Til forsvar for den nye universitetslov påpegede Nils Strandberg Pedersen dog at Penkowas disputatssag fra 2003 blev behandlet under den gamle styrelseslov og at sagen netop var under vejs til Udvalgene vedrørende Videnskabelig Uredelighed
I Politikens leder den 27. februar 2011 blev Penkowa-sagen anset som et symbol på regeringens uddannelsespolitik, hvor i følge lederen målet havde været "at fjerne den akademiske kultur fra de højere læreanstalter til fordel for en kortsigtet kommerciel og politisk kultur".
Omvendt har Nils Bredsdorff og Finn Hansson i Forskerforum nr. 242 peget på, at Penkowas mange kollegaer har et medansvar. Kritikerne af ledelsen står ved "håndvasken", som "en flok skræmte får", selv om de som "medvidende forskere" i årevis "sad på deres hænder". 
| „ | Forskerne i kerne- og nærområder til Penkowas hjerneforskning [har] i mellem 5 og 10 år haft mere eller mindre begrundet mistanke om fusk og fup [...]uden at gribe ind med faglig kritik eller samle modstand [...]og gentagelse af forsøg... | “ |

Penkowa-sagen tages også som et symptom på, at videnskabelige publikationer presses for hurtigt igennem kvalitetskontrollen, fordi forskere publicerer artikler som aldrig før, og tempoet i kvalitetskontrollen er derfor skruet tilsvarende op.

### Offentlighed og krisekommunikation
Sagen starter i det offentlige rum, da Weekendavisen i november 2010 får adgang til fortroligt materiale, der dokumenterer, at ledelsen på Københavns Universitet er langt med at forberede en sag mod Penkowa. Universitetet selv har således mistanke om videnskabelig uredelighed. Weekendavisens senere afsløring af Penkowas dokumentfalsk i 2003 sker samtidig, fordi universitetet giver aktindsigt i bl.a. navnet på det firma Penkowa hævdede hun samarbejde med i Spanien. Universitetet bekræftede også, at et logo på et par gamle telefaxer fra Spanien var identisk med et logo på et andet firmas hjemmeside. Universitetet satte sideløbende sin egen undersøgelse i gang via en spansk advokat og meldte Penkowa til politiet dagen før Weekendavisen bragte sin historie.
Nogle eksperter har alligevel fremført, at Københavns Universitet ikke kunne håndtere sagen kommunikativt internt såvel som eksternt og har forsøgt at dække over den. F.eks. har konsulenten Kresten Schultz Jørgensen i Berlingske skrevet, at universitetet er ”til grin” og at i ”sagen om hjerneforsker Milena Penkowa minder universitetsledelsens håndtering om krisekommunikation fra en frimurerloge”.
Bestyrelsesformand Nils Standberg Pedersen erklærede omvendt fra start, at universitetet tog sagen "meget alvorligt" og at der var en informations-asymmetri (pressemeddelelse fra 22. december) og f.eks. i dagbladet Politiken:
| „ | Der er ikke sammenhæng mellem det, journalisterne nu spørger universitetet om, og det, vi må svare på | “ |
|   | — Nils Strandberg Pedersen                                                                            |   |

Ifølge offentlighedsloven må en offentlig arbejdsgiver ikke give oplysninger i en personsag. De er fortrolige og der er tavshedspligt, selv om mange oplysninger alligevel optræder i medierne, fordi nogen lækker oplysninger til pressen. Dele af sagen har også været omfattet af et navneforbud nedlagt af byretten den 17. december 2010 indtil Penkowa accepterede sin dom i 2011. Dagbladet Politiken brød dog navneforbudet i marts 2011, og chefredaktør Anne Mette Svane erklærede, at bladet havde begået en fejl. Læsernes redaktør Bjarne Schilling skrev imidlertid, at byrettens navneforbud var "helt urimeligt" og "især" havde "gavnet" Københavns Universitet.
| „ | Kunne man forestille sig, at der var blevet lagt et meget hårdere pres på Københavns Universitets ledelse, hvis pressen havde haft lov til at kæde Penkowasagen om underslæb sammen med Penkowasagen om forskningsfusk? | “ |
|   | — Bjarne Schilling |   |

Denne vurdering blev givet før, der var fældet dom i sagen om dyreforsøgene. Og den antydede, at rektor havde medansvar for en sag uden for universitetet (Penkowas underslæb i et privat videnskabeligt selskab), som Rigsadvokaten først orienterede universitetet om med 14 måneders forsinkelse. For Politiken handlede sagen således primært om universitetets ledelse, mens den for Weekendavisen handlede om Penkowa.
Selv om universitetsledelsen - indtil den meldte Penkowa til politiet - i følge loven var hæmmet og måtte være tilbageholdende med at opgive detaljer, har sagen alligevel været meget eksponeret i medierne. Og ledelsen kunne ikke genkende billedet af lukkethed:
| „ | Jeg har stillet op til utallige interview i både tv og aviser, og universitetet har lavet ni pressemeddelelser i sagen. På vores intranet kan de ansatte finde 15 artikler om sagen - herunder et videointerview med mig | “ |
|   | — Ralf Hemmingsen |   |

Med offentliggørelse af Kammeradvokatens undersøgelse af universitetets forvaltning i sagen den 22. marts, 2011 afholdt universitetet et pressemøde og lagde rapporten frem og bekendtgjorde bestyrelsens reaktion, rektors opfølgning på sagen og videnskabsministerens reaktion. Dele af rapporten er ikke offentlig på grund af universitetets tavshedspligt og hensyn til persondataloven.
Den 7. august, 2012 afholdt universitetet et pressemøde, hvor formanden for et panel af udenlandske forskere Hans Lassmann fremlagde en undersøgelse af hele Penkowas videnskabelige produktion. Prorektor Thomas Bjørnholm gennemgik, hvordan universitetet ville følge op på undersøgelsen.
I forbindelse med afgørelsen i Østre Landsret fastholdt Københavns Universitet den linje, der har været universitetets siden 2010:
| „ | Københavns Universitet har fra starten sagt, at vi tog sagen meget alvorligt, det har vi gjort, og hver en sten er blevet vendt. Den har også ført til, at vi i dag har en skærpet opmærksomhed omkring god videnskabelig praksis | “ |
|   | — Jasper Steen Winkel |   |

Fagbladet Journalisten har i 2012 dokumenteret,
hvordan dagbladet Politiken uden succes i længere tid lå i konkurrence med Weekendavisen om at komme først med nye oplysninger. Det udviklede sig til et ensidigt fokus på rektor Ralf Hemmingsen. Politiken har fastholdt denne personlige kritik af Hemmingsen og af universitetets forvaltning på lederplads og i artikler helt frem til 2017. En redaktør på Politiken skrev i forbindelse med Hemmingsens afgang som rektor, at han ”dækkede over Penkowa”. Hemmingsen kom ”ridende” ind fra siden og ”reddede det unge hjerneforskerhåb”. En ”nølende og svag” bestyrelse lod ham sidde på posten og genansatte ham endda for endnu en periode efter åbent opslag af stillingen:
| „ | Det var en skandale, at Ralf Hemmingsen blev siddende som rektor. Det var en endnu større skandale, at den 11 mand store bestyrelse lod ham sidde. Men den største skandale af dem alle var dog, at den selvsamme bestyrelse i 2013 valgte at ansætte Ralf Hemmingsen til en tredje og sidste runde. | “ |
|   | — Poul Aarøe Pedersen |   |

Universitetet har markant tilbagevist det synspunkt. Seks forhendværende bestyrelsesmedlemmer peger på, at Politiken bringer "usande påstande" og kompromitterer sandheden i sådan en grad, at der "nærmest er tale om alternative fakta": 
| „ | Det havde for alvor været en skandale, hvis bestyrelsen havde fyret Hemmingsen på et usagligt grundlag og blot fulgt en folkestemning | “ |
|   | — Claus Bræstrup, Peter Gæmelke, Jannik Johansen, Hanne Foss Hansen, Ingrid Kryhlmand og Laura Toftegaard Pedersen                    |   |

## Virke efter Penkowa-sagen
Den 9. november 2012 udkom Milena Penkowas bog ”Hund på recept” udgivet af Dansk Psykologisk Forlag. I bogen beskriver Penkowa sit synspunkt på bl.a. hvorfor og hvordan en hund kan forbedre menneskers hjerte, kredsløb, hjerne, sind, immunsystem og derigennem beskytte dem imod sygdomme inklusiv kræft.
Den 10. oktober 2013 holdt Milena en meget overraskende åbningstale for en psykiatri-udstilling i Lund. Arrangøren af udstillingen 'Psykiatri – ärlig hjälp eller förnedring?' er Kommittén för Mänskliga Rättigheter (KMR) eller Citizens Commission on Human Rights, som er en forening dannet af den nyreligiøse bevægelse Scientology og psykiatri-kritikeren Thomas Szasz. Milena holdt sin åbningstale under et stort banner hvorpå der stod "Psykiatri - Dödens Industri", og var hovedtaler under udstillingen. I scientologernes pressemeddelelse blev Penkowa præsenteret som 'læge og professor i neurologi' på trods af at hun blev suspenderet som professor i 2010.
Den 27. september 2014 optræder Penkowa atter som lægelig foredragsholder. Denne gang med titlen ”Hunden, menneskets bedste ven”. I tråd med det medieomsuste KMR-arrangement, viser en programoversigt hvordan Penkowa mener at en hund kan træde i stedet for medicinering. Penkowas deltagelse bliver som nummer to ud af tre foredragsholdere. Først "Dyreadfærdsbehandler og certificeret dyretræner Vibeke Sch. Reese", derpå "Læge Milena Penkowa", og sidst "Speciallærer Rikke Espersen" medbringende skolehunden Thomas.
Den 1. maj 2017 kom det frem, at Penkowa er blevet politianmeldt i en sag, der omhandler brud på lægereglerne og på straffeloven. Hun er sigtet for angiveligt at have behandlet og vejledt patienter, selv om hun ikke har tilladelse til selvstændigt virke som læge. Den 14. marts blev der foretaget en ransagning i hendes hjem.
Den 29. august 2017 udstedte Sundhedsstyrelsen et forbud imod at arbejde som læge. Begrundelsen var dels, at Penkowa rådgav patienter klinisk uden supervision samtidig med, at det er forbudt at arbejde klinisk som læge uden tæt supervision fra læger med "ret til selvstændigt virke", dels at patientsikkerheden som sådan ikke vil være beskyttet hvis Penkowa arbejder klinisk med patienter. Med klinisk arbejde forstås normalt iflg. juridisk præcedens samt lægefaglige standarder diagnosticering, behandling samt rådgivning af patienter (mundtligt, skriftligt m.v.) i.f.m. symptomer og/eller sygdom. Ved begrebet "klinisk" forstås normalt således det der relaterer sig til patienters symptomer og sygdomme.[kilde mangler]

## Priser
- EliteForsk-prisen 2009 København[23] (frataget i 2011)[30]
- Cosmopolitians Curie Science Award 2008[109]
- The Outstanding Young Person 2007 København[kilde mangler]
- Neuroscientist Award 2005.[109]
- Young Scientist Lectureship Award 2005 Innsbruck, Østrig[kilde mangler]
- Lundbeckfondens Talentpris 2002[110]